# Sjiroka poljana
Sjiroka poljana (bulgariska: Широка поляна) är ett distrikt i Bulgarien.   Det ligger i kommunen Obsjtina Chaskovo och regionen Chaskovo, i den centrala delen av landet, 200 km sydost om huvudstaden Sofia.
Trakten runt Sjiroka poljana består till största delen av jordbruksmark. Runt Sjiroka poljana är det ganska tätbefolkat, med 120 invånare per kvadratkilometer.